# 荒木一郎
荒木 一郎（あらき いちろう、1944年1月8日 - ）は、日本の俳優・音楽家・小説家・芸能事務所オーナー・マジック評論家。音楽はシンガーソングライターから楽曲提供・劇伴担当など幅広く活動し、ギター、キーボード、ドラムスの演奏ができるマルチプレイヤーである。小説やマジック評論の著作もある。別名義では水木 京子・水木 順子・ナポレオン・枯木 華・すずき すずか・N.B名義による作品もある。東京都出身。

## 略歴
9歳で文学座アトリエ公演に出演し、俳優としての初舞台を踏む。高校時代はモダン・ジャズに傾倒し、18歳から20歳まではバンドのドラマーをしていた。その頃から作詞と作曲を始める。同級生に佐藤信がいた。1963年、青山学院高等部卒業。在学中の成績はほとんど「1」ばかりで、「1マイナス」もあったので本来卒業できないところだったが、教師の計らいで論文を提出して卒業を認定された。
文学座に在籍して俳優業を開始。『火事息子』（1958年）『バス通り裏』(1960年 - 1963年)などに出演した。一方で音楽の才能が注目され、東海ラジオの番組『星に唄おう』のDJを務め、そのテーマ曲『空に星があるように』で、ビクター音楽産業から1966年に歌手デビュー。同年、『空に星があるように』で『第8回日本レコード大賞』新人賞を受賞。
1966年、『893愚連隊』で映画評論 初の新人男優賞を受賞。1966年、ファーストアルバム『ある若者の歌』で芸術祭文部大臣奨励賞を受賞。1967年、「いとしのマックス 〜マックス・ア・ゴー・ゴー〜」で第18回NHK紅白歌合戦に出場。この時期には、一人GS的な評価をされた。
1970年から1971年まで『温泉こんにゃく芸者』など、何本もの映画に出演した。1971年には8トラックカートリッジでの音楽作品を発表した。自身の事務所「現代企画室」には杉本美樹、池玲子、芹明香、潤ますみ、市川魔胡（松田英子）、有沢とも子（太田とも子、梶芽衣子の妹）らの女優が所属し、彼女らのマネージメントを行い、成功を収めた。曲を提供した近江カヨは近江敏郎の娘である。1971年の『ぼくは君と一緒にロックランドにいるのだ』はアレン・ギンズバーグの詩にJ・A・シーザーが曲を付けた作品で高い評価を受けた。同曲はヒッピー、学生運動の時代の雰囲気に合っていた。
1972年の『東京-ソウル-バンコック 実録麻薬地帯』では映画音楽を担当し、同作主演の千葉真一が劇伴で歌う「流れ唄」も作曲している。同作の映画音楽の一部は1980年の『服部半蔵 影の軍団』を初め、『影の軍団II』『影の軍団III』でも流された。以後、沢田研二、原田芳雄ら他アーティストへの歌詞、楽曲提供やプロデュース、映画音楽担当、映像作品の音楽制作なども含め、幅広い活動を行っている。

## 俳優活動など
映画では、風と樹と空と（1964年、日活）に出演している。1972年の『木枯し紋次郎』では中村敦夫、戸浦六宏と共演し、稲荷山の兄弟役で好演した。『夜明けの刑事』、『悪魔のようなあいつ』にも出演した。『たとえば、愛』（1979年）では、大原麗子扮するDJの上司、ディレクター役などを演じた『鏡の中の野心』（1972年、松竹、原作：戸川昌子）では、ひし美ゆり子と共演した。『仁義なき戦い 代理戦争』（1973年）で出演が決まっていたが降板、代わりに抜擢された大部屋俳優・川谷拓三が世に出ることができた。映画音楽のみでの参加も多い。『鉄砲玉の美学』（1973年）で頭脳警察を連れてきたのは荒木である。
1977年、当時30歳のクラブ歌手の女性から「レッスン中に性的ないたずらを受けた」と東京地裁に提訴され、130万円の損害賠償を請求される。荒木は当初、非を認めて謝罪していたが、のちにこの女性と婚約者を警視庁北沢警察署に告訴し、「二人が暴力行為容疑で逮捕される事態」に発展した。
音楽活動では平尾昌晃と交流があり、その縁で平尾が音楽を担当した必殺シリーズに音楽で参加することになり、『必殺仕業人』『必殺からくり人』の主題歌を作詞した。また、『仕業人』では自ら挿入歌を歌っている。また、数年間桃井かおりのマネージャーを務め、アルバム8枚の制作に関わった。
自伝的小説『ありんこアフター・ダーク』、『シャワールームの女』（大和書房）や『雨の日にはプッシィ・ブルースを』（河出書房新社）といったハードボイルド・ミステリー小説を書いている。『ありんこアフター・ダーク』で直木賞候補になったと紹介されることもあるが、そのような事実は存在しない。
1980年代後半からは活動を大幅に減らしているが、2001年には他アーティストとの共演によるアルバム『BEST FRIEND & BEST COLLECTION』を制作、2002年には青山劇場で20年ぶりのライブを行うなど、再び活動を始めている。2010年には、北沢タウンホールにて、8年ぶりとなるライブ『Ichiro Araki 3 Days』を行い、2011年には同ライブのDVDBOXをUP LINKから発売。
マジック評論家としては、1998年に設立されたマジックサークル「プリンあらモードMagic Club」の会長を務め、またマジックに関する著書も執筆している。

## 人物
父親は文芸評論家の菊池章一。母親は俳優の荒木道子。元妻は女優の榊ひろみ。その後、再婚している。
趣味の将棋はアマ四段の腕を持つ。伊藤果七段と組んで自宅に将棋道場（果会）をもっていた。
鰐淵晴子のヌード写真集「イッピー・ガール・イッピー」をタッド若松の撮影で発表した。

## 受賞歴
- 1966年
  - 新人男優賞（映画『893愚連隊』）
  - 第8回日本レコード大賞 新人賞（シングル『空に星があるように』）
  - 第21回 芸術祭 文部大臣奨励賞（アルバム『ある若者の歌』）
- 1967年
  - ビクターヒット賞（シングル『紅の渚』『ひとりの時も』『君に捧げん』『Blue Letter』）
  - ゴールドディスク賞（シングル『いとしのマックス』）
- 1968年
  - ビクターヒット賞（シングル『朝まで待とう』）
- 1975年
  - 年間ベストヒット賞（シングル『君に捧げるほろ苦いブルース』）

- 1983年
  - 第18回 全国切手展<JAPEX>にて「日本手彫切手」で金賞とグランプリを受賞[12]

- 2021年
  - 第31回 日本映画批評家大賞 ゴールデン・グローリー賞（水野晴郎賞）

## 出演

### テレビ
- バス通り裏（1963年、NHK）
- お姉さんといっしょ（1963年、NHK）
- 七人の刑事（1963年、TBS）
- ただいま11人（1964年、TBS）
- 特別機動捜査隊（1964年、NET）
- ハロー!CQ（1964年、東京12チャンネル）
- 虹の設計（1964年、NHK）
- かあちゃん結婚しろよ（1965年、TBS）
- あしたの家族（1965年、NHK）
- 乗っていたのは二十七人（1965年、NET）
- 石になるまで（1966年、NHK）
- 人生の並木路（1966年、TBS）
- 第18回NHK紅白歌合戦（1967年）
- 花いちもんめ（1968年、フジテレビ）
- 元禄一代女（1968年、ABC）
- 木枯らし紋次郎（1972年、フジテレビ)：中村敦夫、戸浦六宏と共演
- 夜明けの刑事（1975年、TBS）
- 悪魔のようなあいつ（1975年、TBS）
- たとえば、愛（1979年、TBS）
- 祭りが終った時（1979年、テレビ朝日）
- ザ・サスペンス「スクープを追う女」（1983年、TBS）
- もういちど結婚（1983年、TBS）
- 単身家族：最後に愛を見たのは（1985年、TBS）

### 映画
- 風と樹と空と（1964年、日活）
- 殺人者を消せ（1964年、日活）
- 暗黒街仁義（1965年、東映）
- おゝい、雲!（1965年、東映）
- 地獄の波止場（1965年、東映）
- 若いしぶき（1965年、松竹）
- 夜の青春シリーズ 夜の悪女（1965年、東映）
- この虹の消える時にも（1966年、日活）
- 非行少女ヨーコ（1966年、東映）
- 春一番（1966年、松竹）
- 893愚連隊（1966年、東映）
- 殿方御用心（1966年、大映）
- 続・酔いどれ博士（1966年、大映）
- 日本春歌考（1967年、松竹）
- 今夜は踊ろう（1967年、大映）
- 君は恋人（1967年、日活）
- 殺し屋人別帳（1970年、東映）
- 監獄人別帳（1970年、東映）
- 温泉こんにゃく芸者（1970年、東映）
- 現代やくざ 血桜三兄弟（1971年、東映）
- 女番長ブルース 牝蜂の挑戦（1972年、東映）
- その人は炎のように（1972年、東宝）
- 白い指の戯れ（1972年、日活）
- 鏡の中の野心（1972年、松竹）
- 脱出（1972年、東宝）
- 女番長（1973年、東映）
- 不良姐御伝 猪の鹿お蝶（1973年、東映）
- 鉄砲玉の美学（1973年、ATG）
- スキャンダル夫人（1973年、NCC）
- 不良姐御伝 猪の鹿お蝶 （1973年、東映）
- ポルノの女王 にっぽんSEX旅行（1973年、東映）
- 夜の歌謡シリーズ 女のみち （1973年、東映）
- ネオンくらげ（1973年、東映）
- 0課の女 赤い手錠（1973年、東映）
- 沖田総司（1974年、東宝）
- まむしと青大将（1975年、東映）
- 最も危険な遊戯（1978年、東映セントラル）
- マノン（1981年、東宝）
- シングル・ガール（1983年、日活）
- となりのボブ・マーリィ（1995年、コロムビア）
- 人間の牙（未公開、小川プロ）

## ディスコグラフィ

### シングル
| 発売日                 | 規格             | 規格品番         | 面                                           | タイトル                                     | 作詞             | 作曲             | 編曲              | 備考                                                                        |
| ビクターレコード       | ビクターレコード | ビクターレコード | ビクターレコード                             | ビクターレコード                             | ビクターレコード | ビクターレコード | ビクターレコード  | ビクターレコード                                                            |
| ---------------------- | ---------------- | ---------------- | -------------------------------------------- | -------------------------------------------- | ---------------- | ---------------- | ----------------- | --------------------------------------------------------------------------- |
| 1966年8月15日          | EP               | SV-456           | A                                            | 空に星があるように                           | 荒木一郎         | 荒木一郎         | 海老原啓一郎      | 東海ラジオ『星に唄おう』主題歌、第8回日本レコード大賞新人賞受賞曲           |
| 1966年8月15日          | EP               | SV-456           | B                                            | 夕焼けの丘                                   | 荒木一郎         | 荒木一郎         | 寺岡真三          |                                                                             |
| 1966年10月15日         | EP               | SV-478           | A                                            | 今夜は踊ろう                                 | 荒木一郎         | 荒木一郎         | 寺岡真三          | 『今夜は踊ろう』主題歌。100万枚を突破                                       |
| 1966年10月15日         | EP               | SV-478           | B                                            | あなたといるだけで                           | 荒木一郎         | 荒木一郎         | 寺岡真三          | 『今夜は踊ろう』挿入歌。                                                    |
| 1966年12月15日         | EP               | SV-500           | A                                            | ギリシャの唄                                 | 荒木一郎         | 荒木一郎         | 服部克久          |                                                                             |
| 1966年12月15日         | EP               | SV-500           | B                                            | 梅の実                                       | 荒木一郎         | 荒木一郎         | 服部克久          |                                                                             |
| 1967年2月15日          | EP               | SV-535           | A                                            | 紅の渚                                       | 荒木一郎         | 荒木一郎         | 寺岡真三          | 大映映画『今夜は踊ろう』挿入歌                                              |
| 1967年2月15日          | EP               | SV-535           | B                                            | ディンバ・ディンバ                           | 荒木一郎         | 荒木一郎         | 服部克久          | 大映映画『今夜は踊ろう』挿入歌。                                            |
| 1967年5月15日          | EP               | SV-564           | A                                            | いとしのマックス（マックス・ア・ゴー・ゴー） | 荒木一郎         | 荒木一郎         | 寺岡真三          |                                                                             |
| 1967年5月15日          | EP               | SV-564           | B                                            | 美わしのシンデレラ                           | 荒木一郎         | 荒木一郎         | 近藤進            | 『ミュージックカレンダー』使用曲                                            |
| 1967年7月15日          | EP               | SV-587           | A                                            | ひとりの時も                                 | 荒木一郎         | 荒木一郎         | 服部克久          | デュエット：吉永小百合、日活映画『協奏曲』主題歌                            |
| 1967年7月15日          | EP               | SV-587           | B                                            | こんなに愛しているのに                       | 荒木一郎         | 荒木一郎         | 服部克久          | デュエット：吉永小百合                                                      |
| 1967年9月10日          | EP               | SV-614           | A                                            | 君に捧げん                                   | 荒木一郎         | 荒木一郎         | 荒木一郎          |                                                                             |
| 1967年9月10日          | EP               | SV-614           | B                                            | かぐや姫と涙                                 | 荒木一郎         | 荒木一郎         | 近藤進            |                                                                             |
| 1967年2月5日           | EP               | VP-4             | A                                            | Blue Letter                                  | 荒木一郎         | 荒木一郎         | 寺岡真三          |                                                                             |
| 1967年2月5日           | EP               | VP-4             | B                                            | 水色の星                                     | 荒木一郎         | 荒木一郎         | 寺岡真三          |                                                                             |
| 1968年3月15日          | EP               | SV-875           | A                                            | 朝まで待とう                                 | 荒木一郎         | 荒木一郎         | 服部克久          |                                                                             |
| 1968年3月15日          | EP               | SV-875           | B                                            | めぐり逢い                                   | 荒木一郎         | 荒木一郎         | 服部克久          | 東宝映画『めぐりあい』主題歌                                                |
| 1968年6月5日           | EP               | SV-710           | A                                            | マックスへの手紙                             | 荒木一郎         | 荒木一郎         | 寺岡真三          |                                                                             |
| 1968年6月5日           | EP               | SV-710           | B                                            | ヤキリンゴの唄                               | 荒木一郎         | 荒木一郎         | 寺岡真三          |                                                                             |
| 1968年8月5日           | EP               | SV-735           | A                                            | 海                                           | 荒木一郎         | 荒木一郎         | 寺岡真三          |                                                                             |
| 1968年8月5日           | EP               | SV-735           | B                                            | ジャニーの花                                 | 荒木一郎         | 荒木一郎         | 寺岡真三          |                                                                             |
| 1968年11月5日          | EP               | SV-775           | A                                            | あなたに寄せて                               | 荒木一郎         | 荒木一郎         | 小谷充            |                                                                             |
| 1968年11月5日          | EP               | SV-775           | B                                            | 棘あるバラ                                   | 荒木一郎         | 荒木一郎         | 小谷充            |                                                                             |
| 1969年1月5日           | EP               | SV-790           | A                                            | ごめんね一人にして                           | 荒木一郎         | 荒木一郎         | 寺岡真三          |                                                                             |
| 1969年1月5日           | EP               | SV-790           | B                                            | あなたの事はみんな嘘                         | 荒木一郎         | 荒木一郎         | 寺岡真三          |                                                                             |
| 1971年3月5日           | EP               | SV-2134          | A                                            | 涙の風景                                     | 荒木一郎         | 荒木一郎         | 舩木謙一          |                                                                             |
| 1971年3月5日           | EP               | SV-2134          | B                                            | ミスター・サドネス〈かなしみ〉               | 荒木一郎         | 荒木一郎         | 小谷充            |                                                                             |
| 1980年                 | EP               |                  | A                                            | 空に星があるように                           | 荒木一郎         | 荒木一郎         | 海老原啓一郎      |                                                                             |
| 1980年                 | EP               | B                | いとしのマックス（マックス・ア・ゴー・ゴー） | 寺岡真三                                     | 荒木一郎         | 荒木一郎         |                   |                                                                             |
| 1980年                 | EP               | SV-7537          | A                                            | 空に星があるように                           | 荒木一郎         | 荒木一郎         | 海老原啓一郎      |                                                                             |
| 1980年                 | EP               | SV-7537          | B                                            | 今夜は踊ろう                                 | 荒木一郎         | 荒木一郎         | 寺岡真三          |                                                                             |
| 1984年                 | EP               | [ 18 ]           | A                                            | 空に星があるように                           | 荒木一郎         | 荒木一郎         | 海老原啓一郎      |                                                                             |
| 1984年                 | EP               | [ 18 ]           | B                                            | いとしのマックス（マックス・ア・ゴー・ゴー） | 荒木一郎         | 荒木一郎         | 寺岡真三          |                                                                             |
| 1993年                 | 8cmCD            |                  | 1                                            | 今夜は踊ろう                                 | 荒木一郎         | 荒木一郎         | 寺岡真三          |                                                                             |
| 1993年                 | 8cmCD            | 2                | 空に星があるように                           | 海老原啓一郎                                 | 荒木一郎         | 荒木一郎         |                   |                                                                             |
| 1998年                 | 8cmCD            | VIDL-30290       | 1                                            | 空に星があるように                           | 荒木一郎         | 荒木一郎         | 海老原啓一郎      |                                                                             |
| 1998年                 | 8cmCD            | VIDL-30290       | 2                                            | 今夜は踊ろう                                 | 荒木一郎         | 荒木一郎         | 寺岡真三          |                                                                             |
| トリオレコード         |                  |                  |                                              |                                              |                  |                  |                   |                                                                             |
| 1974年7月1日           | EP               | 3A-128           | A                                            | 潮騒の街                                     | 荒木一郎         | 荒木一郎         | 深町純            |                                                                             |
| 1974年7月1日           | EP               | 3A-128           | B                                            | ラスト・テーマ                               | 荒木一郎         | 荒木一郎         | 荒木一郎          |                                                                             |
| 1974年10月1日          | EP               | 3A-128           | A                                            | あなたのいない夜                             | 荒木一郎         | 荒木一郎         | 小谷充            |                                                                             |
| 1974年10月1日          | EP               | 3A-128           | B                                            | シェルビー                                   | 荒木一郎         | 荒木一郎         | 小谷充            |                                                                             |
| 1975年12月1日          | EP               | 3A-145           | A                                            | 君に捧げるほろ苦いブルース                   | 荒木一郎         | 荒木一郎         | 荒木一郎 畠山明博 |                                                                             |
| 1975年12月1日          | EP               | 3A-145           | B                                            | ジャニスを聴きながら                         | 荒木一郎         | 荒木一郎         | 荒木一郎 畠山明博 |                                                                             |
| 1976年4月25日          | EP               | 3A-149           | A                                            | 今日にさよなら                               | 荒木一郎         | 荒木一郎         | 神保正明          | 『荒木一郎の今日にさよなら』主題歌                                          |
| 1976年4月25日          | EP               | 3A-149           | B                                            | 西陽のあたる部屋                             | 荒木一郎         | 平尾昌晃         | 竜崎孝路          | 『必殺仕業人』挿入歌                                                        |
| 1976年                 | EP               | 3B-103           | A                                            | 懐かしのキャシィ・ブラウン                   | 荒木一郎         | 荒木一郎         | 江夏健二          |                                                                             |
| 1976年                 | EP               | 3B-103           | B                                            | 別れ模様                                     | 荒木一郎         | 荒木一郎         | 江夏健二          |                                                                             |
| 1976年                 | EP               | 3B-105           | A                                            | 空に星があるように                           | 荒木一郎         | 荒木一郎         | 神保正明          |                                                                             |
| 1976年                 | EP               | 3B-105           | B                                            | 紅の渚                                       | 荒木一郎         | 荒木一郎         | 小谷充            |                                                                             |
| 1976年                 | EP               | 3B-106           | A                                            | いとしのマックス（マックス・ア・ゴー・ゴー） | 荒木一郎         | 荒木一郎         | 神保正明          |                                                                             |
| 1976年                 | EP               | 3B-106           | B                                            | あなたといるだけで                           | 荒木一郎         | 荒木一郎         | 竜崎孝路          |                                                                             |
| 1976年                 | EP               | 3B-107           | A                                            | 今夜は踊ろう                                 | 荒木一郎         | 荒木一郎         | 神保正明          |                                                                             |
| 1976年                 | EP               | 3B-107           | B                                            | 梅の実                                       | 荒木一郎         | 荒木一郎         | 竜崎孝路          |                                                                             |
| CBS・ソニー            |                  |                  |                                              |                                              |                  |                  |                   |                                                                             |
| 1975年4月              | EP               | 063H-316         | A                                            | 空に星があるように                           | 荒木一郎         | 荒木一郎         | 海老原啓一郎      |                                                                             |
| 1975年4月              | EP               | 063H-316         | B                                            | いとしのマックス（マックス・ア・ゴー・ゴー） | 荒木一郎         | 荒木一郎         | 海老原啓一郎      |                                                                             |
| フィリップスレコード   |                  |                  |                                              |                                              |                  |                  |                   |                                                                             |
| 1977年8月25日          | EP               | FS-2061          | A                                            | 俺の呼び名はロンリー・ボーイ                 | 荒木一郎         | 荒木一郎         | 井上鑑            |                                                                             |
| 1977年8月25日          | EP               | FS-2061          | B                                            | まわり舞台の上で                             | 荒木一郎         | 荒木一郎         | 林哲司            | 東海TV『青春の甘き香り』主題歌                                              |
| 1980年3月25日          | EP               | FS-2176          | A                                            | 想い出はガラクタみたいに                     | 荒木一郎         | 荒木一郎         | 桜庭伸幸          | MBS『女の熱帯』挿入歌                                                       |
| 1980年3月25日          | EP               | FS-2176          | B                                            | 灯りを消して                                 | 荒木一郎         | 荒木一郎         | 桜庭伸幸          |                                                                             |
| オレンジハウスレコード |                  |                  |                                              |                                              |                  |                  |                   |                                                                             |
| 1981年4月1日           | EP               | ORF-1001         | A                                            | Midnight Blues                               | 荒木一郎         | 荒木一郎         | チト河内          | 『あしたのジョー2』オープニングテーマ                                       |
| 1981年4月1日           | EP               | ORF-1001         | B                                            | 果てしなき闇の彼方に                         | 荒木一郎         | 荒木一郎         | チト河内          | 『あしたのジョー2』エンディングテーマ、おぼたけしに提供した曲のセルフカバー |
| 1981年10月1日          | EP               | ORF-1013         | A                                            | Big Birdを待たないで                         | 東陽一           | 荒木一郎         | チト河内          | 幻燈社／東宝東和映画『マノン』主題歌。                                      |
| 1981年10月1日          | EP               | ORF-1013         | B                                            | 愛の終止符                                   | 荒木一郎         | 荒木一郎         | チト河内          | 幻燈社／東宝東和映画『マノン』挿入歌。                                      |

#### プロモーション用非売品
- 空に星があるように（1980年7月六本木ライブ）（1981年）
  - B面：灯りを消して
- 空に星があるように（1989年）
  - cw：君に捧げるほろ苦いブルース

### アルバム
| 発売日                 | 規格             | 規格品番         | アルバム | 備考                         |
| ビクターレコード       | ビクターレコード | ビクターレコード | ビクターレコード | ビクターレコード             |
| ---------------------- | ---------------- | ---------------- | --- | ---------------------------- |
| 1966年                 | LP               | SJV-239          | ある若者の歌 A面 1. 街角に唄おう 2. 笑ってごらん 3. 渚のしらべ 4. 四角い太陽 5. 手の中の落葉 6. この世の旅路 B面 1. ギリシャの唄 2. 君は知らない 3. 海 4. 星 5. 二つの心 6. 俺達の空 |                              |
| 1995年                 | CD               |                  | ある若者の歌 A面 1. 街角に唄おう 2. 笑ってごらん 3. 渚のしらべ 4. 四角い太陽 5. 手の中の落葉 6. この世の旅路 B面 1. ギリシャの唄 2. 君は知らない 3. 海 4. 星 5. 二つの心 6. 俺達の空 |                              |
| 2002年4月25日          | CD（紙ジャケ）   |                  | ある若者の歌 A面 1. 街角に唄おう 2. 笑ってごらん 3. 渚のしらべ 4. 四角い太陽 5. 手の中の落葉 6. この世の旅路 B面 1. ギリシャの唄 2. 君は知らない 3. 海 4. 星 5. 二つの心 6. 俺達の空 |                              |
| 2015年10月25日         | CD（紙ジャケ）   | SWAX-54          | ある若者の歌 A面 1. 街角に唄おう 2. 笑ってごらん 3. 渚のしらべ 4. 四角い太陽 5. 手の中の落葉 6. この世の旅路 B面 1. ギリシャの唄 2. 君は知らない 3. 海 4. 星 5. 二つの心 6. 俺達の空 | 2015年デジタル・リマスター盤 |
| 1967年                 | LP               |                  | いとしのマックス 荒木一郎ベスト・ヒット12 A面 1. いとしのマックス 2. 紅の渚 3. 夕焼けの丘 4. ディンバ・ディンバ 5. 海（1967 ver.) 6. 空に星があるように B面 1. 今夜は踊ろう 2. あなたといるだけで 3. 梅の実 4. 美わしのシンデレラ 5. 街角に唄おう 6. ギリシャの唄 |                              |
| 1971年5月              | LP               | SJX-67           | 荒木一郎の世界 1. オープニング〜涙の風景 2. ZING ZING 3. まぼろしの絵 4. 風になりたい 5. 風車は動かない 6. ミスター・サドネス<かなしみ> 7. 僕は君と一緒にロックランドに居るのだ 8. 孤独な関係 9. 青いジャングル 10. 湯の街怨歌 11. ひとりぽっちのジェイ婆さん 12. 帰って来たマックス 13. いとしのマックス 14. マックスへの手紙 15. 梅の実 16. 海 17. 君に捧げん 18. 紅の渚 19. 今夜は踊ろう 20. 空に星があるように |                              |
| 2000年3月25日          | CD               | PCD-1566         | 荒木一郎の世界 1. オープニング〜涙の風景 2. ZING ZING 3. まぼろしの絵 4. 風になりたい 5. 風車は動かない 6. ミスター・サドネス<かなしみ> 7. 僕は君と一緒にロックランドに居るのだ 8. 孤独な関係 9. 青いジャングル 10. 湯の街怨歌 11. ひとりぽっちのジェイ婆さん 12. 帰って来たマックス 13. いとしのマックス 14. マックスへの手紙 15. 梅の実 16. 海 17. 君に捧げん 18. 紅の渚 19. 今夜は踊ろう 20. 空に星があるように |                              |
| 1976年10月25日         | LP               | SJX-8511         | あの日の若者 荒木一郎ベスト・アルバム A面 1. 空に星があるように 2. 街角に唄おう 3. あなたといるだけで 4. 笑ってごらん 5. 手の中の落葉 6. 夕焼けの丘 7. 涙の風景 B面 1. 今夜は踊ろう 2. いとしのマックス 3. ブルー・レター 4. 紅の渚 5. 海（アルバム「ある若者の歌」ver.） 6. 四角い太陽 7. ギリシャの唄 |                              |
| 1985年3月21日          | LP               | SJX-25007        | 荒木一郎全曲集 A面 1. 空に星があるように 2. 今夜は踊ろう 3. ギリシャの唄 4. 紅の渚 5. ひとりの時も（デェエット：吉永小百合） 6. 君に捧げん 7.ブルー・レター B面 1. いとしのマックス 2. 朝まで待とう 3. マックスへの手紙 4. 海 5. あなたに寄せて 6. ごめんね一人にして 7. 涙の風景 |                              |
| 1986年                 | CD               |                  | 荒木一郎 BEST COLLECTION 1. 空に星があるように 2. 今夜は踊ろう 3. ギリシャの唄 4. 紅の渚 5. ひとりの時も 6. 君に捧げん 7. Blue Letter 8. 夕焼けの丘 9. いとしのマックス 10. 朝まで待とう 11. マックスへの手紙 12. 海 13. あなたに寄せて 14. ごめんね一人にして 15. 涙の風景 16. ミスター・サドネス<かなしみ> |                              |
| 1993年                 | CD               |                  | 荒木一郎 BEST COLLECTION 1. 空に星があるように 2. 今夜は踊ろう 3. ギリシャの唄 4. 紅の渚 5. ひとりの時も 6. 君に捧げん 7. Blue Letter 8. 夕焼けの丘 9. いとしのマックス 10. 朝まで待とう 11. マックスへの手紙 12. 海 13. あなたに寄せて 14. ごめんね一人にして 15. 涙の風景 16. ミスター・サドネス<かなしみ> | 決定版/荒木一郎              |
| 1999年                 | CD               |                  | 荒木一郎 BEST COLLECTION 1. 空に星があるように 2. 今夜は踊ろう 3. ギリシャの唄 4. 紅の渚 5. ひとりの時も 6. 君に捧げん 7. Blue Letter 8. 夕焼けの丘 9. いとしのマックス 10. 朝まで待とう 11. マックスへの手紙 12. 海 13. あなたに寄せて 14. ごめんね一人にして 15. 涙の風景 16. ミスター・サドネス<かなしみ> | NewBestOne 決定版/荒木一郎   |
| 2005年                 | CD               |                  | 荒木一郎 BEST COLLECTION 1. 空に星があるように 2. 今夜は踊ろう 3. ギリシャの唄 4. 紅の渚 5. ひとりの時も 6. 君に捧げん 7. Blue Letter 8. 夕焼けの丘 9. いとしのマックス 10. 朝まで待とう 11. マックスへの手紙 12. 海 13. あなたに寄せて 14. ごめんね一人にして 15. 涙の風景 16. ミスター・サドネス<かなしみ> | COLEZO!!荒木一郎ベスト       |
| トリオレコード         |                  |                  | |                              |
| 1974年8月1日           | LP               | 3A-1020          | D.M.<Messages directs> A面 1. D.M 2. CONVERSATION 3. 明日から 4. 詩 5. 都会・午前四時 B面 1. 潮騒の街 2. あなたのいない夜(Album ver.) 3. 言葉 4. 青春の蹉跌 5. ラスト・テーマ |                              |
| 2000年8月15日          | CD（紙ジャケ）   | SWAX-38          | D.M.<Messages directs> A面 1. D.M 2. CONVERSATION 3. 明日から 4. 詩 5. 都会・午前四時 B面 1. 潮騒の街 2. あなたのいない夜(Album ver.) 3. 言葉 4. 青春の蹉跌 5. ラスト・テーマ | 2000年デジタル・リマスター盤 |
| 1974年12月1日          | LP               | 3A-2004          | 蹉跌 A面 1. 作品 2. THE WAY OF THE CLOSS<十字架の道> 3. 12月 4. 妖精の詩 5. あなたのいない夜（Single ver.） B面 1. たった一枚の葉書 2. 秋のバラード 3. MIOのテーマ 4. シェルビー 5. 朝は暗いままで |                              |
| 2000年8月15日          | CD（紙ジャケ）   | SWAX-39          | 蹉跌 A面 1. 作品 2. THE WAY OF THE CLOSS<十字架の道> 3. 12月 4. 妖精の詩 5. あなたのいない夜（Single ver.） B面 1. たった一枚の葉書 2. 秋のバラード 3. MIOのテーマ 4. シェルビー 5. 朝は暗いままで | 2000年デジタル・リマスター盤 |
| 1975年9月1日           | LP               | 3A-2007          | 君に捧げるほろ苦いブルース A面 1. 君に捧げるほろ苦いブルース 2. 寒多米利ツイスト 3. 荒木一郎の恋歌<ラブソング> 4. 6月 5. 要通りの踊子<ジプシー・ベイビー> B面 1. ジャニスを聴きながら 2. どっちみち檻の中 3. 雨のニューオルリンズ 4. ストリート・ソング 5. りんどばーぐ・スペシャル |                              |
| 1989年                 | CD               | 32RR-1016        | 君に捧げるほろ苦いブルース A面 1. 君に捧げるほろ苦いブルース 2. 寒多米利ツイスト 3. 荒木一郎の恋歌<ラブソング> 4. 6月 5. 要通りの踊子<ジプシー・ベイビー> B面 1. ジャニスを聴きながら 2. どっちみち檻の中 3. 雨のニューオルリンズ 4. ストリート・ソング 5. りんどばーぐ・スペシャル |                              |
| 2000年8月15日          | CD（紙ジャケ）   | SWAX-40          | 君に捧げるほろ苦いブルース A面 1. 君に捧げるほろ苦いブルース 2. 寒多米利ツイスト 3. 荒木一郎の恋歌<ラブソング> 4. 6月 5. 要通りの踊子<ジプシー・ベイビー> B面 1. ジャニスを聴きながら 2. どっちみち檻の中 3. 雨のニューオルリンズ 4. ストリート・ソング 5. りんどばーぐ・スペシャル | 2000年デジタル・リマスター盤 |
| 1976年                 | LP               | 3A-2017          | 空に星があるように 荒木一郎ベストヒット12 A面 1. 今夜は踊ろう 2. 空に星があるように（Album ver.） 3. 紅の渚 4. いとしのマックス 5. 梅の実 6. あなたといるだけで B面 1. 君に捧げるほろ苦いブルース 2. あなたのいない夜（Single ver.） 3. 妖精の詩 4. ジャニスを聴きながら 5. 潮騒の街 6. ラスト・テーマ |                              |
| 1976年9月25日          | LP               | 3A-2022          | 懐かしのキャシィ・ブラウン A面 1. 懐かしのキャシィ・ブラウン 2. CONVERSATION 3. 明日から 4. 秋のバラード 5. 言葉 6. 6月 B面 1. D.M. 2. 君に捧げるほろ苦いブルース 3. 都会・午前四時 4. 詩 5. 作品A 6. 12月 ボーナス・トラック 1. 森永乳業提供『星に唄おう』 |                              |
| 1987年                 | CD               |                  | 懐かしのキャシィ・ブラウン A面 1. 懐かしのキャシィ・ブラウン 2. CONVERSATION 3. 明日から 4. 秋のバラード 5. 言葉 6. 6月 B面 1. D.M. 2. 君に捧げるほろ苦いブルース 3. 都会・午前四時 4. 詩 5. 作品A 6. 12月 ボーナス・トラック 1. 森永乳業提供『星に唄おう』 | ボーナス・トラック入         |
| 1976年12月1日          | LP               | 3B-1002          | 美しい涙のためのバラード A面 1. ミスター・ロビンソン 2. 時間通りに魔術師が 3. リオの別れ話 4. 別れ模様 5. 今日にさよなら B面 1. 美しい涙のためのバラード 2. 片恋い 3. 何か言いたくても 4. ゲームの終り 5. 懐かしのキャシィ・ブラウン |                              |
| 2000年9月15日          | CD（紙ジャケ）   | SWAX-41          | 美しい涙のためのバラード A面 1. ミスター・ロビンソン 2. 時間通りに魔術師が 3. リオの別れ話 4. 別れ模様 5. 今日にさよなら B面 1. 美しい涙のためのバラード 2. 片恋い 3. 何か言いたくても 4. ゲームの終り 5. 懐かしのキャシィ・ブラウン | 2000年デジタル・リマスター盤 |
| 1977年                 | LP               | 3A-5017          | 総集編 荒木一郎のすべて A面 1. 君に捧げるほろ苦いブルース 2. 妖精の詩 3. 明日から 4. 潮騒の街 5. 朝は暗いままで 6. 12月 7. ジャニスを聴きながら B面 1. 空に星があるように 2. 美しい涙のためのバラード 3. D.M. 4. 言葉 5. 寒多米利ツイスト 6. 都会・午前四時 7. ミスター・ロビンソン 8. 今日にさよなら C面 1. 今夜は踊ろう 2. 梅の実 3. あなたのいない夜 4. CONVERSATION 5. 懐かしのキャシィ・ブラウン 6. シェルビー 7. あなたといるだけで D面 1. いとしのマックス 2. 紅の渚 3. 要通りの踊子（ジプシー・ベイビー） 4. 別れ模様 5. MIOのテーマ 6. 西陽のあたる部屋 7. 時間通りに魔術師が 8. ラスト・テーマ |                              |
| 1983年2月21日          | LP               | 3B-25018         | SCENE-PHONIC A面 1. 妖精の詩 2. バイバイ子守唄 3. 北風よ 4. 夜明けのマイウェイ 5. 果てしなき闇の彼方に B面 1. イージー・ゲーム 2. ビッグバードを待たないで 3. 愛の終止符 4. ビューティフル・サマー 5. もしかしてあなたに 6. Midnight Blues |                              |
| 2000年8月15日          | CD（紙ジャケ）   | SWAX-43          | SCENE-PHONIC A面 1. 妖精の詩 2. バイバイ子守唄 3. 北風よ 4. 夜明けのマイウェイ 5. 果てしなき闇の彼方に B面 1. イージー・ゲーム 2. ビッグバードを待たないで 3. 愛の終止符 4. ビューティフル・サマー 5. もしかしてあなたに 6. Midnight Blues | 2000年デジタル・リマスター盤 |
| 1983年3月21日          | LP               | 3B-25019         | 星に唄おう A面 1. 番組テーマ 2. ただなんとなく 3. 今夜は踊ろう 4. 四角い太陽 5. 街角に唄おう 6. パパの手にママの手に 7. 想い出 B面 1. 梅の実の唄 2. 夜更けの風 3. レモンのしずく 4. あなたと夜と 5. ジェニーの花 6. 海 7. 淋しげな真珠 |                              |
| 2000年9月15日          | CD（紙ジャケ）   | SWAX-42          | 星に唄おう A面 1. 番組テーマ 2. ただなんとなく 3. 今夜は踊ろう 4. 四角い太陽 5. 街角に唄おう 6. パパの手にママの手に 7. 想い出 B面 1. 梅の実の唄 2. 夜更けの風 3. レモンのしずく 4. あなたと夜と 5. ジェニーの花 6. 海 7. 淋しげな真珠 | 2000年デジタル・リマスター盤 |
| 1986年                 | CD               | BY32-0020        | 荒木一郎ベスト・アルバム 1. 君に捧げるほろ苦いブルース 2. 妖精の詩（アルバム「蹉跌」ver.） 3. ジャニスを聴きながら 4. 梅の実 5. いとしのマックス 6. 紅の渚 7. 今日にさよなら 8. 空に星があるように（アウトテイク） 9. 今夜は踊ろう 10. あなたといるだけで 11. CONVERSATION 12. MIOのテーマ 13. あなたのいない夜 14. ラスト・テーマ |                              |
| 1989年                 | CD               | 32RR-1015        | SEASON／荒木一郎GRAFFITI-2 1. BIG-BIRDを待たないで 2. 時間通りに魔術師が 3. 君に捧げるほろ苦いブルース 4. ビューティフル・サマー 5. 西陽の当たる部屋 6. THE WAY OF THE CLOSS<十字架の道> 7. 妖精の詩 8. ジャニスを聴きながら 9. シェルビー 10. たった一枚の葉書 11. リオの別れ話 12. 朝は暗いままで 13. 寒多米利ツイスト 14. 片恋い 15. ゲームの終り 16. 空に星があるように |                              |
| 2006年3月25日          | CD               |                  | GOLDEN☆BEST 荒木一郎 |                              |
| CBS・ソニー            |                  |                  | |                              |
| 1977年6月21日          | LP               | 25AH-227         | 荒木一郎1969 ※ 8トラックカートリッジテープ「Z.pac荒木一郎の世界」（1969年）より A面 1. 空に星があるように 2. 抱きしめて 3. あなたといるだけで 4. 僕は君と一緒にロックランドに居るのだ 5. そんな目で見ないで B面 1. 淋しげな真珠 2. 今夜は踊ろう 3. あなたのおもかげ 4. いとしのマックス 5. ミスター・ロビンソン 6. あなたのいない夜 |                              |
| 1980年3月25日          | LP               | 25AH-828         | 星に唄おう1966〜68 ※ 8トラックカートリッジテープ「Z.pac荒木一郎の世界」（1969年）より A面 1. 番組テーマ 2. 風に向かって 3. 手の中の落葉 4. 六月の雨 5. 星が呼んでる 6. ひとりぼっちのサンタクロース 7. だまって B面 1. 空に星があるように 2. ボン・ボン・ボン 3. 青い真珠 4. 冷たい雨が<ソロ> 5. さらば友よ 6. マックス・ブーブー |                              |
| 2000年                 | CD               | SWAX-45          | 続★星に唄おう ※ LP「星に唄おう1966〜68」に初復刻音源を加えた新編集 1. 番組テーマ:空に星があるように 2. ラブリー・アイランド 3. ギリシャの唄 4. 星が呼んでる 5. ひとりぼっちのサンタクロース 6. だまって 7. ボン・ボン・ボン 8. 青い真珠 9. 六月の雨 10. 手の中の落葉 11. 風に向かって 12. 冷たい雨が 13. ふたつの心 14. マックス・ブーブー 15. さらば友よ |                              |
| 1986年                 | CD               | 30DH-415         | 荒木一郎ベスト・コレクション 1. 空に星があるように（Z.pac ver.） 2. 今夜は踊ろう（Z.pac ver.） 3. あなたといるだけで（Z.pac ver.） 4. 淋しげな真珠（Z.pac ver.） 5. いとしのマックス（Z.pac ver.） 6. 梅の実 7. あなたのいない夜（Single ver.） 8. 君に捧げるほろ苦いブルース 9. ジャニスを聴きながら 10. 妖精の詩 11. 懐かしのキャシィ・ブラウン 12. 美しい涙のためのバラード 13. 夜明けのマイウェイ 14. Midnight Blues 15. ラスト・テーマ |                              |
| フィリップス・レコード |                  |                  | |                              |
| 1977年8月25日          | LP               | S-7021           | 口紅色の夜想曲（ノクターン） A面 1. 俺の呼び名はロンリーボーイ 2. ダンスがうまく踊れないのは 3. 水色の夜想曲（ノクターン） 4. TELL ME BABY 5. 長い坂 6. ビッグ・ボーイの子守唄 B面 1. 我が青春への追憶（メモリアル） 2. もうJAZZなんか聴きたくない 3. ムーンベースアルファのテーマ 4. テアトルSSのストリッパーから聞いた話より／野良犬 5. YOU |                              |
| 2001年4月15日          | CD（紙ジャケ）   | SWAX-46          | 口紅色の夜想曲（ノクターン） A面 1. 俺の呼び名はロンリーボーイ 2. ダンスがうまく踊れないのは 3. 水色の夜想曲（ノクターン） 4. TELL ME BABY 5. 長い坂 6. ビッグ・ボーイの子守唄 B面 1. 我が青春への追憶（メモリアル） 2. もうJAZZなんか聴きたくない 3. ムーンベースアルファのテーマ 4. テアトルSSのストリッパーから聞いた話より／野良犬 5. YOU | 2001年デジタル・リマスター盤 |
| 1980年4月25日          | LP               | S-7099           | A HAPPY BIRTHDAY TO YOU, MY LOVE A面 1. ジャスミンは咲いていますか 2. 花病棟 3. 昔のことなんか 4. CHANCE 5. A HAPPY BIRTHDAY TO YOU, MY LOVE 6. 個人的なコマーシャルソング B面 1. 想い出はガラクタみたいに 2. ペーパー・ドール 3. 虫けら 4. 辛子色の季節 5. 灯りを消して |                              |
| 2001年5月15日          | CD（紙ジャケ）   | SWAX-47          | A HAPPY BIRTHDAY TO YOU, MY LOVE A面 1. ジャスミンは咲いていますか 2. 花病棟 3. 昔のことなんか 4. CHANCE 5. A HAPPY BIRTHDAY TO YOU, MY LOVE 6. 個人的なコマーシャルソング B面 1. 想い出はガラクタみたいに 2. ペーパー・ドール 3. 虫けら 4. 辛子色の季節 5. 灯りを消して | 2001年デジタル・リマスター盤 |
| 1981年4月25日          | LP               | 28PL-3           | CONCERTRICK A面 1. 君に捧げるほろ苦いブルース 2. 夜明けのマイウェイ 3. ビッグ・ボーイの子守唄 4. くちぐせ 5. ジャニスを聴きながら 6. 空に星があるように B面 1. まわり舞台の上で 2. 昔のことなんか 3. 長い坂 4. ENJOY YOUR KITCEN 5. Midnight Blues 6. 灯りを消して 7. 悲しみ色のクレパス |                              |
| 2001年6月15日          | CD（紙ジャケ）   | SWAX-48          | CONCERTRICK A面 1. 君に捧げるほろ苦いブルース 2. 夜明けのマイウェイ 3. ビッグ・ボーイの子守唄 4. くちぐせ 5. ジャニスを聴きながら 6. 空に星があるように B面 1. まわり舞台の上で 2. 昔のことなんか 3. 長い坂 4. ENJOY YOUR KITCEN 5. Midnight Blues 6. 灯りを消して 7. 悲しみ色のクレパス | 2001年デジタル・リマスター盤 |
| 1985年11月21日         | LP               | 28RL-0020        | 荒木一郎GRAFFITI A面 1. 空に星があるように 2. 今夜は踊ろう 3. いとしのマックス 4. あなたといるだけで 5. 梅の実 6. 紅の渚 7. あなたのいない夜（Single ver.） 8. 妖精の詩 B面 1. バイバイ子守唄（ララバイ） 2. 夜明けのマイウェイ 3. 君に捧げるほろ苦いブルース 4. ジャニスを聴きながら 5. 懐かしのキャシィ・ブラウン 6. 今日にさよなら 7. D.M. 8. ラスト・テーマ |                              |
| 1986年                 | CD               |                  | 荒木一郎GRAFFITI 1. 空に星があるように（Z.pac ver.） 2. あなたといるだけで 3. 今夜は踊ろう 4. 梅の実 5. いとしのマックス 6. 紅の渚 7. あなたのいない夜（Single ver.） 8. 妖精の詩 9. 君に捧げるほろ苦いブルース 10. ジャニス聴きながら 11. 懐かしのキャシィ・ブラウン 12. バイバイ子守唄 13. 夜明けのマイウェイ 14. 今日にさよなら 15. D.M. 16. ラスト・テーマ |                              |

- VINTAGE COLLECTION（1989年）
  - 1.空に星があるように 2.今夜は踊ろう 3.紅の渚 4.Blue Letter 5.ギリシャの唄 6.夕焼けの丘 7.あなたといるだけで 8.ディンバ・ティンバ 9.いとしのマックス 10.水色の星 11.ひとりの時も 12.かぐや姫と涙 13.朝まで待とう 14.マックスへの手紙 15.海 16.めぐりあい 17.あなたに寄せて 18.ごめんね一人にして 19.涙の風景 20.あなたの事はみんな嘘
- 総集編/荒木一郎のすべて（1991年）
  - 1.君に捧げるほろ苦いブルース 2.妖精の詩 3.明日から 4.潮騒の街 5.朝は暗いままで 6.12月 7.ジャニスを聴きながら 8.空に星があるように 9.美しい涙のためのバラード 10.D.M. 11.言葉 12.寒多米利ツイスト 13.都会・午前四時 14.ミスター・ロビンソン 15.今日にさよなら 16.今夜は踊ろう 17.梅の実 18.あなたのいない夜(Single Version) 19.CONVERSATION 20.懐かしのキャシィ・ブラウン 21.シェルビー 22.あなたといるだけで 23.いとしのマックス 24.紅の渚 25.要通りの踊子（ジプシー・ベイビー） 26.別れ模様 27.MIOのテーマ 28.西陽のあたる部屋 29.時間通りに魔術師が 30.ラスト・テーマ
- 荒木一郎/SINGLE COLLECTION 1974-1981（1993年）
  - 1.潮騒の街 2.ラスト・テーマ 3.あなたのいない夜 4.シェルビー 5.君に捧げるほろ苦いブルース 6.ジャニスを聴きながら 7.今日にさよなら 8.西陽のあたる部屋 9.懐かしのキャシィ・ブラウン 10.別れ模様 11.空に星があるように（デビュー10周年記念盤） 12.いとしのマックス（デビュー10周年記念盤） 13.今夜は踊ろう（デビュー10周年記念盤） 14.俺の呼び名はロンリー・ボーイ 15.まわり舞台の上で 16.想い出はガラクタみたいに 17.灯りを消して 18.Midnight Blues 19.果てしなき闇の彼方に 20.ビッグバードを待たないで 21.愛の終止符
- BEST OF BEST/荒木一郎（1994年）
  - 1.空に星があるように 2.今夜は踊ろう 3.ギリシャの唄 4.Blue Letter 5.いとしのマックス 6.朝まで待とう 7.マックスへの手紙 8.涙の風景
- 荒木一郎ベスト（1997年）
  - 1.空に星があるように 2.今夜は踊ろう 3.ギリシャの唄 4.いとしのマックス 5.朝まで待とう 6.マックスへの手紙 7.涙の風景
- 決定版/荒木一郎（1998年）
  - 1.空に星があるように 2.今夜は踊ろう 3.いとしのマックス 4.ギリシャの唄 5.夕焼けの丘 6.マックスへの手紙 7.Blue Letter
- 決定盤/荒木一郎（1999年）
  - 1.空に星があるように 2.いとしのマックス 3.今夜は踊ろう 4.ラスト・テーマ 5.妖精の詩 6.ジャニスを聴きながら 7.君に捧げるほろ苦いブルース
- 荒木一郎ベスト撰集（2000年）
  - 「荒木一郎ベスト・アルバム」と同一内容
- Singles 1974-1976（2000年8月25日）
  - 1.潮騒の街 2.ラスト・テーマ 3.あなたのいない夜 4.シェルビー 5.君に捧げるほろ苦いブルース 6.ジャニスを聴きながら 7.今日にさよなら 8.西陽のあたる部屋 9.懐かしのキャシィ・ブラウン 10.別れ模様 11.空に星があるように（デビュー10周年記念盤） 12.紅の渚（デビュー10周年記念盤） 13.いとしのマックス（デビュー10周年記念盤） 14.あなたといるだけで（デビュー10周年記念盤） 15.今夜は踊ろう（デビュー10周年記念盤） 16.梅の実（デビュー10周年記念盤）
- Z.pac/荒木一郎の世界（2000年）※8トラックカートリッジテープを初の完全復刻
  - 1.空に星があるように 2.抱きしめて 3.あなたといるだけで 4.僕は君と一緒にロックランドに居るのだ 5.そんな目で見ないで 6.淋しげな真珠 7.今夜は踊ろう 8.あなたのおもかげ 9.いとしのマックス 10.ミスター・ロビンソン 11.あなたのいない夜 12.さよなら
- BEST FRIEND & BEST COLLECTION[One Night Stand]（2001年）
  - 1.空に星があるように（with 森山良子） 2.今夜は踊ろう（with 忌野清志郎） 3.夜明けのマイウェイ（with サーカス） 4.Midnight Blues（with 原田芳雄） 5.ラスト・テーマ（with 長谷川きよし） 6.辛子色の季節（with 上田正樹） 7.いとしのマックス(with CRAZY KEN BAND) 8.ジャニスを聴きながら(with BEGIN) 9.君に捧げるほろ苦いブルース（with 宇崎竜童） 10.Good Night, My Friends
- 空に星があるように（2002年）※音源=8トラックカートリッジテープ「Z.pac/荒木一郎の世界」
  - 1.空に星があるように 2.今夜は踊ろう 3.いとしのマックス 4.あなたといるだけで 5.淋しげな真珠 6.あなたのいない夜
- 空に星があるように（2002年）
  - 1.空に星があるように 2.いとしのマックス 3.今夜は踊ろう 4.妖精の詩 5.君に捧げるほろ苦いブルース 6.ビューティフル・サマー 7.もしかしてあなたに 8.果てしなき闇の彼方に 9.愛の終止符 10.Midnight Blues 11.ビッグバードを待たないで 12.イージー・ゲーム 13.バイバイ子守唄（ララバイ） 14.北風よ 15.夜明けのマイウェイ
- Singles 1966-1971（2002年）
  - 1.空に星があるように 2.夕焼けの丘 3.今夜は踊ろう 4.あなたといるだけで 5.ギリシャの唄 6.梅の実 7.紅の渚 8.ディンバ・ティンバ 9.いとしのマックス 10.美わしのシンデレラ 11.ひとりの時も 12.君に捧げん 13.かぐや姫と涙 14.Blue Letter 15.水色の星 16.朝まで待とう 17.めぐり逢い 18.マックスへの手紙 19.ヤキリンゴの唄 20.海 21.ジャニーの花 22.あなたに寄せて 23.棘あるバラ 24.ごめんね一人にして 25.あなたの事はみんな嘘 26.涙の風景 27.ミスター・サドネス<かなしみ>
- 荒木一郎2002 in 青山劇場（2003年）
  - 1.星が呼んでる 2.海 3.空に星があるように 4.あなたといるだけで 5.なんにも言わずに 6.個人的なコマーシャルソング 7.ブルースを背姿（せなか）で 8.灯りを消して 9.君に捧げるほろ苦いブルース 10.今夜は踊ろう 11.懐かしのキャシィ・ブラウン 12.紅の渚 13.傷だらけの栄光 14.ラスト・テーマ 15.夜明けのマイウェイ 16.いとしのマックス 17.Good Night, My Friends 18.梅の実 19.辛子色の季節
- 荒木一郎ツイン・ベスト（2003年）
  - Disc 1
    - 1.空に星があるように 2.君に捧げるほろ苦いブルース 3.潮騒の街 4.ジャニスを聴きながら 5.今日にさよなら 6.CONVERSATION 7.あなたのいない夜 8.Midnight Blues 9.ビッグ・バードを待たないで 10.ビューティフル・サマー 11.作品A 12.ミスター・ロビンソン 13.梅の実 14.美しい涙のためのバラード 15.バイバイ子守唄（ララバイ） 16.夜明けのマイウェイ

  - Disc 2
    - 1.いとしのマックス 2.今夜は踊ろう 3.妖精の詩 4.紅の渚 5.シェルビー 6.MIOのテーマ 7.もしかしてあなたに 8.愛の終止符 9.イージー・ゲーム 10.北風よ 11.懐かしのキャシィ・ブラウン 12.あなたといるだけで 13.西陽のあたる部屋 14.別れ模様 15.果てしなき闇の彼方に 16.ラスト・テーマ 17.Bonus Track：空に星があるように（『星に唄おう』より）
- 荒木一郎ベスト・セレクション（2004年）
  - 1.空に星があるように 2.今夜は踊ろう 3.あなたといるだけで 4.ギリシャの唄 5.梅の実 6.紅の渚 7.いとしのマックス 8.街角に唄おう 9.ひとりの時も 10.君に捧げん 11.Blue Letter 12.朝まで待とう 13.マックスへの手紙 14.海 15.涙の風景 16.あなたのいない夜 17.君に捧げるほろ苦いブルース 18.ジャニスを聴きながら
- ショーボート・イヤーズ（2004年）
  - Disc 1
    - 1:DM 2:潮騒の街 3:あなたのいない夜 4:青春の蹉跌 5:12月 6:妖精の詩 7:シェルビー 8:朝は暗いままで 9:紅の渚 10:君に捧げるほろ苦いブルース 11:荒木一郎の恋歌 12:6月 13:ジャニスを聴きながら 14:今夜は踊ろう 15:いとしのマックス 16:どっちみち檻の中 17:別れ模様 18:懐かしのキャシィ・ブラウン 19:美しい涙のためのバラード

  - Disc 2
    - 1:ラジオ『星に唄おう』番組テーマ:空に星があるように〜ただなんとなく〜今夜は踊ろう:番組バージョン〜エンディング(CM) 2:想い出 3:ラジオ『星に唄おう』番組テーマ:空に星があるように〜海:番組バージョン〜淋しげな真珠:番組バージョン〜エンディング(CM) 4:バイバイ子守唄（ララバイ） 5:北風よ 6:果てしなき闇の彼方に 7:ビッグバードを待たないで 8:愛の終止符 9:Midnight Blues 10:梅の実 11:空に星があるように 12:西陽のあたる部屋 13:ラストテーマ
- 荒木一郎/究極のベスト（2005年）
  - 1.空に星があるように 2.いとしのマックス 3.今夜は踊ろう 4.ジャニスを聴きながら 5.妖精の詩 6.あなたのいない夜 7.美しい涙のためのバラード 8.バイバイ子守唄 9.君に捧げるほろ苦いブルース

#### 非売品
- 「星に唄おう」SPECIAL VERSION（2001年）※音源：東海ラジオ制作『星に唄おう』放送テープ（LP・CD未収録分）再編集
  - 1.オープニング-テーマ曲『空に星があるように』別バージョン（ステレオ） 2.MC:投稿詩「白砂の上に」 & 募集のお知らせ 3.『冷たい雨が』別バージョン（ユニゾン） 4.『淋しげな真珠』別バージョン 5.『四角い太陽』ロングバージョン 6.森永CM「薄曇りの初夏」-エンディング 7.ボーナストラック：『貝の中の少年』（リスナー録音版）

### 絵本
| 発売日        | 規格 | 規格品番 | 内容 | 備考                                                |
| ------------- | ---- | -------- | --- | --------------------------------------------------- |
| 1968年        | LP   |          | 荒木一郎『絵本』(荒木一郎の世界〈2〉) 1. ボボビボラの湖 2. レモンのしずく 3. ミンミンゼミの唄 4. おやすみぼうや 5. ボン・ボン・ボン 6. よっこらしょ<人生讃歌> 7. キャプテン・マックス 8. お陽さま出たぞ 9. パパの手にママの手に 10. ひとりぼっちのサンタクロース 11. ワルツ 12. 青空行進曲 13. マックス・ブーブー 14. ヤキリンゴの唄 15. ジャニーの花 16. ギリシャの唄 17. 夕焼けの丘 18. 水色の星 19. かぐや姫と涙 20. 美わしのシンデレラ |                                                     |
| 2000年9月25日 | CD   |          | 荒木一郎『絵本』(荒木一郎の世界〈2〉) 1. ボボビボラの湖 2. レモンのしずく 3. ミンミンゼミの唄 4. おやすみぼうや 5. ボン・ボン・ボン 6. よっこらしょ<人生讃歌> 7. キャプテン・マックス 8. お陽さま出たぞ 9. パパの手にママの手に 10. ひとりぼっちのサンタクロース 11. ワルツ 12. 青空行進曲 13. マックス・ブーブー 14. ヤキリンゴの唄 15. ジャニーの花 16. ギリシャの唄 17. 夕焼けの丘 18. 水色の星 19. かぐや姫と涙 20. 美わしのシンデレラ | メルヘンティックな7曲をプラスした豪華限定CD付絵本。 |

## 楽曲提供
発表年順。無しは作曲、☆は作詞、※は作詞・作曲。
- こんなに愛しているのに（吉永小百合、1967年）
- 抱きしめて（有沢とも子、1968年）
- 悪魔とわたし[22]（麻丘ゆみ、1970年）- 小野 京子名義
- 生きてる限り（徳永芽里、1970年）
- 生きてる限り（ブラザーズ・フォア、1970年）
- 小さな命（吉永小百合、1970年）
- 傷だらけの栄光（近江カヨ、1971年）
- 霧が晴れる朝（塚田かおり、1971年）
- ひとりごと（鰐淵晴子、1971年）
- 午前中の時間割り（メープル・リーフ、1972年）-『午前中の時間割り』の主題歌 ☆
- 草子の散文詩（メープル・リーフ、1972年）-『午前中の時間割り』主題歌 ☆
- 卒業 - （作詞、作曲）（メープル・リーフ、1972年）- ※
- スッポン芸者の唄（杉本美樹、1972年）-『温泉スッポン芸者』の主題歌
- ジュテームはさよならの始まり（サンドラ・ジュリアン、1972年）-『徳川セックス禁止令 色情大名』の主題歌
- 流れ唄（千葉真一、1973年）-『東京-ソウル-バンコック 実録麻薬地帯』の挿入歌
- 街角のエトランゼ（千葉真一、1973年）- ※
- ある出逢い（梶芽衣子、1973年）
- 女かぞえ唄（池玲子、1973年）-『不良姐御伝 猪の鹿お蝶』の主題歌
- お蝶のブルース（池玲子、1973年）-『やさぐれ姐御伝 総括リンチ』の主題歌
- 女番長流れ者（杉本美樹、1973年）-『女番長 感化院脱走』の主題歌
- りんどばーぐスペシャル（ピートマック・ジュニア、1973年）-『ポルノの女王 にっぽんSEX旅行』の主題歌
- 昭和の子守歌（川谷拓三、1976年）☆
- 負犬の唄（川谷拓三、1976年）-『必殺からくり人』の主題歌
- さざなみ（西崎みどり、1976年）-『必殺仕業人』の主題歌
- 西陽のあたる部屋（西崎みどり、1976年）
- 斜陽（原田芳雄、1976年）
- 川向うのラスト・デイ（原田芳雄、1976年）
- 片腕の賭博師（沢田研二、1976年）
- 北風よ（岸本加世子、1977年）-『ムー』の挿入歌
- 初恋の足音（岸本加世子、1977年）-『ムー』の挿入歌
- エバー・モア（木庭ミキ、1978年）-『格闘技世界一 四角いジャングル』の主題歌
- I WANT I NEED I LOVr YOU（安西マリア、1978年）
- 夜明けのマイウェイ（パル、1979年）-『ちょっとマイウェイ』の主題歌
- ラジコン・ブルース（パル、1979年）-『ちょっとマイウェイ』の挿入歌
- 灯りを消して（パル、1979年）-『ちょっとマイウェイ』の挿入歌
- 街〜南代官山一丁目〜（パル、1979年）-『ちょっとマイウェイ』の挿入歌
- プリテンダー（パル、1979年）-『ちょっとマイウェイ』の挿入歌
- カリフォルニアグレープフルーツ（パル、1979年）-『ちょっとマイウェイ』の挿入歌
- フレッシュ・オレンジジュース（パル、1979年）-『ちょっとマイウェイ』の挿入歌
- 噴水のある風景（パル、1979年）-『ちょっとマイウェイ』の挿入歌
- AI,YAI,YAI,YAI（パル、1979年）-『ちょっとマイウェイ』の挿入歌
- 孤独なフリッパー（パル、1979年）-『ちょっとマイウェイ』の挿入歌
- 傷だらけの栄光（おぼたけし、1980年）-『あしたのジョー2』のオープニングテーマ
- 果てしなき闇の彼方に（おぼたけし、1980年）-『あしたのジョー2』のエンディングテーマ
- 哀しみのラストタンゴ（桃井かおり、1980年）-『夕暮まで』の主題歌
- バイバイ子守唄（ララバイ）（桃井かおり、1981年）-『ダウンタウン物語』の主題歌
- ポーカーゲーム・ブルース（桃井かおり、1981年）-『ダウンタウン物語』の挿入歌
- Big Birdを待たないで（TENSAW、1981年）-『マノン』の主題歌
- Mirror-Ball Dance-（伊東ゆかり、1981年）- ☆
- ララバイ・ロックンロール（風間杜夫、1983年）-『スクープを追う女』の主題歌
- 午後の陽射し（和田弘とマヒナスターズ、1983年）-『年下のひと』の主題歌
- 時間のクロスワード（伊藤敏博、1985年）

無名の歌手に提供した楽曲にも、聴きものが存在する。

## 劇伴担当

### 映画
- 驚異のドキュメント 日本浴湯物語（1971年）
- セックスドキュメント 性倒錯の世界（1971年）- 音楽制作
- 徳川セックス禁止令 色情大名（1972年）
- 東京-ソウル-バンコック 実録麻薬地帯（1973年）
- 鉄砲玉の美学（1973年）
- ポルノの女王 にっぽんSEX旅行（1973年）
- 夕暮まで（1980年）
- マノン（1981年）
- ジェラシー・ゲーム（1982年）

### テレビ番組
- ムー（1977年）
- ちょっとマイウェイ（1979年）
- 影の軍団シリーズ
  - 服部半蔵 影の軍団（1980年）
  - 影の軍団II（1981年）
  - 影の軍団III（1982年）
- あしたのジョー2（1980年）
- ダウンタウン物語（1981年）

## プロデュース
- 桃井かおり - 『ONE』（1977年）
- 桃井かおり - 『TWO』（1978年）
- 桃井かおり - 『しーんと淋しいネ』（1979年）
- 桃井かおり - 『CONCERT』（1979年）
- 宇佐美恵子 - 『マンハッタン・グルーヴ』（1982年）

## 著書
- こんな女なら最高（1982年、KKベストセラーズ）
- シャワールームの女（1982年、大和書房）
- 雨の日にはプッシィ・ブルースを（1983年、河出書房）
- ありんこアフター・ダーク（1984年、河出書房）のち小学館文庫
- 荒木一郎の男女学入門（1984年、講談社）
- 恋のマジック（1985年、現代出版）
- 荒木一郎のビッグ・マジック講座（1987年、徳間書店）
- さよならがいいたくて（1987年、河出書房）
- 後ろ向きのジョーカー（1997年、新潮社）
- 荒木一郎の悪魔の事典〜しあわせのキーワード〜（1999年、星雲社）
- カードマジック19の秘宝（2000年、里文出版）
- カードマジックおとぎ話（2000年、東京堂出版）
- 舶来カード奇術あ・ら・カルト（2001年、東京堂出版）
- テクニカルなカードマジック講座（2004年、東京堂出版）
- 原田泰夫 (監修)、荒木一郎 (プロデュース)、森内俊之ら（編）、2004、『日本将棋用語事典』、東京堂出版 ISBN 4-490-10660-2 pp. pp.146-147, 183
- テクニカルなコインマジック講座（2005年、東京堂出版）
- テクニカルなカードマジック講座2（2006年、東京堂出版）
- テクニカルなクロースアップマジック講座（2007年、東京堂出版）
- ビル・マジック―お札を使ったマジック （2010年、東京堂出版）
- まわり舞台の上で 荒木一郎 （2016年、文遊社）
- 空に星があるように 小説 荒木一郎（2022年、小学館） ISBN 978-4093866521

## 雑誌小説
- オレと全学連と泥棒と(1970年、平凡パンチ）
- 白い密室(1970年、女性自身）
- 雨の日にはプッシィ・ブルースを(1981年、月刊プレイボーイ）

## 漫画原作
単行本は一冊。他は雑誌漫画の原作。
- オリオン（作画：佐多みさき、『週刊漫画TIMES』1973-1974年）
- 現代娼婦考（1973-1974年）
- スーパースターM（1974年）
- 「大江戸かわら版」単行本（1977年）

## 書籍制作
- 日本将棋用語事典（2004年、東京堂出版）